# Замък Хоровице
Замъкът Хоровице (на чешки: zámek Hořovice) или Нов замък е национален паметник на културата на Чехия. Намира се в град Хоровице, Средночешки край. Днес в неговите помещения се намира музей, който представя историята на сградата и нейните обитатели.

## Разположение и архитектура
Замъкът Хоровице се намира в едноименния град в Централна Бохемия, Чехия, на около 40 км от Прага. На територията му се намира парк с площ от около 6.4 ха.
Първоначално построената в бароков стил сграда на Новия замък претърпява няколко преустройства през втората половина на XIX век и първата половина на XX век. В строителните модификации на замъка участват последователно архитектите Готлоб Енгелхард (Gottlob Engelhardt), Ото Хизер (Otto Hieser) и Ернст Хайгер (Ernst Haiger). В резултат на тези промени сградата придобива елементите на необарок и късния класицизъм.
Големият парк е създаден в началото на XVIII век като симетрично композирана барокова градина. В началото на XIX век той е частично преобразен в пейзажна градина. Освен художествената украса от края на XIX век, към забележителностите на парка се отнасят Слънчевата порта и решетъчна ограда около двора на замъка. Те са украсени със скулптури от работилницата на Матиаш Бернард Браун (Matyáš Bernard Braun).

## История
Замъкът в Хоровице се нарича Нов замък, защото на територията на имението се намира още един. Той е построен няколко века по-рано и е известен като Стар замък. Разстоянието между двата замъка е около 200 m.

### Старият замък
Старият замък представлява средновековна крепост. Намира се върху скала, над река. Първото писмено сведение за него е от 1233 г., когато имението се притежава от рода Жиротин, основал града Хоровице. До 1422 г. за историята на замъка няма надеждни данни. След този период за него се споменава във връзка с хуситските войни. Собственици по това време са от рода Хулер. През 1430 г. в продължение на девет дни хуситите обсаждат крепостта, след което целият имот преминава в тяхно владение.
През XVI век замъкът е собственост на рода Ричан. Най-значимият от Ричаните, Вацлав Литвин (1565 – 1596 г.), събира в него голяма колекция от ценни книги. Колекцията съществува до началото на XIX век и губи своята цялостност, когато през 1852 г. имението се продава на рода от Хесен. Синът на Вацлав, Ян Литвин, е последният от Ричаните собственик на хоровското имение. Той участва в пражка дефенестрация през 1618 г. и след поражение на бунтовното дворянство неговото имущество, се конфискува. През 1622 г. конфискуваното имение се придобива от рода Мартиници и е тяхно притежание до 1685 г., когато умира последният собственик, Бернард Игнац. В края на XVII век в Хоровице се появява силезки род от Врбно и Брунтал.

### Новият замък
В края на XVII век граф Ян Франтишек от Врбно става собственик на имението в Хоровице. Придобива го поради брак с дъщеря на предишния собственик, Бернард Игнац. В периода 1690 – 1705 г. Франтишек построява едноетажна сграда на югоизток от стария замък, който вече не отговарял на изискванията за представителна благородническа резиденция. Новата постройка се разширява през 30-те и 40-те години на XVIII век. Към нея се пристрояват две дълги странични крила. Новосъздаденият между тях двор се затваря с ажурна решетъчна ограда. Оградата се украсява със скулптури на известния чешки скулптор Матиас Бернард Браун. Построява се също така едно по-късо югозападно крило и се създава голям парк във френски стил. На един от входовете на парка се изгражда порта със скулптурна украса. Над решетъчните ѝ врати е изковано слънце, което дава име на портата – Слънчева. Малко след 1756 г. към фасадата на североизточното крило се пристроява ризалит. В замъка от този период се е запазила фреска от някогашната главна зала.
Изменения се правят също в началото на XIX век – в парка се създава централна алея, а в интериора на замъка на мястото на главната зала се построява стълбище. В южната част на централното крило се изгражда нова главна зала.
Замъкът и околностите му претърпяват съществена промяна след 1852 г., когато хесенският курфюрст Фридрих Вилхелм I купува имението за своята съпруга Гертруда. В периода между 1856 и 1868 г. прави се цялостна реконструкция на югозападното крило. Изгражда се също нов етаж и се отваря просторен проход на мястото на капелата в централното крило. Освен това построяват се зала, наречена Славикова, и кула с наблюдателница. Интериорите се оформят в стила на късния класицизъм. През 1889 – 1896 г. в североизточното крило се построява капела. По същото време по фасадата и в някои интериори се внасят необарокови елементи.
През 1917 г. замъкът е национализиран и се използва като лагер за военнопленници. През 1922 година той е върнат на Хайнрих фон Ханау-Шаумбург, правнук на Фридрих Вилхелм, който извършва последната значителна модернизация на интериорите. Потомците на Фридрих Вилхелм притежават замъка и неговите околности до 1945 г., когато цялата собственост е конфискувана от държавата по заповед на президента Едвард Бенеш. Веднага след Втората световна война замъкът се използва като военна болница. В периода 1956 – 1974 г. в замъка се намира средно техническо училище по машиностроене. През 1974 г. сградата е напълно реновирана. Замъкът става достъпен за посещение от 1985 г.

## Музеи и експозиции
Новият замък в Хоровице е обявен за национален културен паметник през 2000 г. В неговите помещения се намира музей, който представя историята на сградата и нейните обитатели. Експозициите включват мебели, предмети от бита, произведения на изкуство и архивни документи. На приземния етаж има изложба на стари играчки и игри. Замъкът е отворен за посетители и на неговата територия се организират различни, включително частни, събития. Замъкът се управлява от Националния институт за паметници.
В сградата на Стария замък се намират галерия и музей на града Хоровице. Постоянните експозиции са разположени на първия етаж на източното крило на главната сграда на замъка. Една от колекциите е посветена на историята на градския музей. Представени са също експонатите от Националната етнографска изложба в Прага през 1895 г.